# Gavialidium philippinum
Gavialidium philippinum är en insektsart som beskrevs av Bolívar, I. 1887. Gavialidium philippinum ingår i släktet Gavialidium och familjen torngräshoppor. Inga underarter finns listade i Catalogue of Life.